# Östads landskommun
Östads landskommun var en tidigare kommun i dåvarande Älvsborgs län.

## Administrativ historik
Kommunen bildades  i Östads socken i Ale härad i Västergötland när 1862 års kommunalförordningar trädde i kraft.
Vid kommunreformen 1952 uppgick den i Stora Lundby landskommun som upplöstes 1969 då denna del uppgick i Lerums landskommun, från 1971 Lerums kommun. 

## Politik

### Mandatfördelning i Östads landskommun 1942-1946
| 6 | 6 | 1 | 5 |

| 17 |

| 2 | 4 | 10 | 2 |

| 17 |